# ツアー・オブ・広西
ツアー・オブ・広西（つあー・おぶ・こうせい）は、中華人民共和国の広西チワン族自治区で2017年より開催されているUCIワールドツアーのステージレースである。「ツアー・オブ・コワンシー」、「ツアー・オブ・グワンシー」などとも表記される。

## 歴代優勝者
| 年   | 優勝者                         |
| ---- | ------------------------------ |
| 2017 | ティム・ウェレンス             |
| 2018 | ジャンニ・モスコン             |
| 2019 | エンリク・マス                 |
| 2020 | 開催中止                       |
| 2021 | 開催中止                       |
| 2022 | 開催中止                       |
| 2023 | ミラン・ファダー               |
| 2024 | レナート・ヴァン・イートベルト |